# Minamiaizu
Minamiaizu (南会津町?) è una cittadina giapponese della prefettura di Fukushima.